# Insula Chilubi

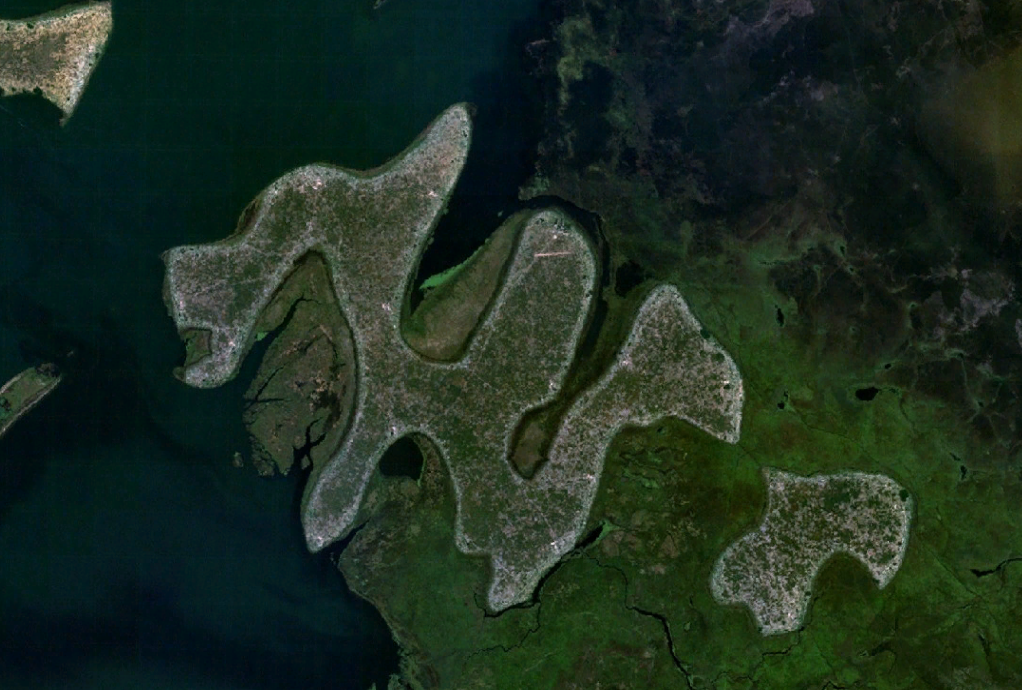
Insulele Chilubi şi Nsumbu din satelit

Insula Chilubi este o fâșie de pământ situată in partea central-estică a lacului Bengweulu din Zambia. Are o formă asemănătoare unui dragon chinezesc compus din cinci segmente, fiecare lung de 12 km cu lățimea ce variază între 1,5 și 3 km. Cea mai scurtă distanță între „nasul“ și „coada“ insulei este de 25 km. Lungimea țărmului depășește 100 km.  Insula Nsumbu se află la o distanță de 1 km SV aceasta.

## Așezări
Principalele așezări de pe insulă sunt Chilubi (cea mai populată), Muchinchi, Chiwanangala (reședința șefului de trbi omonim) și Santa Maria, o misiune catolică.

## Activitatea economică
Datorită solului nisipos care domină insula, agricultura nu este dezvoltată. În schimb, activitatea de bază  a localităților o reprezintă pescuitul.